# Osmaniye (district)
Osmaniye is een Turks district in de provincie Osmaniye en telt 210.285 inwoners (2007). Het district heeft een oppervlakte van 746,7 km². Hoofdplaats is Osmaniye.
De bevolkingsontwikkeling van het district is weergegeven in onderstaande tabel.
| 1997    | 2000    | 2007    |
| ------- | ------- | ------- |
| 193.730 | 207.862 | 210.285 |